# Związek Stowarzyszeń „Fandom Polski”
Związek Stowarzyszeń „Fandom Polski” (ZSFP) – organizacja zrzeszająca kluby i stowarzyszenia miłośników fantastyki w Polsce, powstała 13 stycznia 2001 (data rejestracji przez sąd) z inicjatywy Witolda Siekierzyńskiego. ZSFP koordynuje organizację ogólnopolskich konwentów miłośników fantastyki Polcon oraz opiekuje się Nagrodą Fandomu Polskiego im. Janusza A. Zajdla i Nagrodą Fandomu Polskiego im. Piotra Raka. Prezesem zarządu od 22 maja 2024 jest Julianna Grefkowicz. W skład zarządu VIII kadencji ZSFP wchodzą również Adam Tkaczyk, Michał Herda, Krzysztof Krakowiak oraz Radosław Polański. W skład komisji rewizyjnej VIII kadencji ZSFP wchodzą Katarzyna Braciak, Błażej Adamski oraz Marcin Segit.

## Stowarzyszenia członkowskie
Obecnie w skład ZSFP wchodzą (lipiec 2024):
- Cech Fantastyki „SkierCon"
- Fundacja „Historia Vita”
- Gdański Klub Fantastyki
- Klub Fantastyki „Druga Era”
- Krakowska Sieć Fantastyki
- Lubiński Klub Fantastyki „Ostatnie Przymierze”
- Opolski Klub Fantastyki Fenix
- Stowarzyszenie Fantasmagoria
- Stowarzyszenie Klub Miłośników Fantastyki „Biały Kruk”
- Stowarzyszenie Miłośników ERpegów i Fantastyki SMERF
- Stowarzyszenie Miłośników Fantastyki „Avangarda”
- Stowarzyszenie Miłośników Fantastyki „Mińska Gildia Fantastyki”
- Stowarzyszenie Miłośników Gier i Fantastyki „Thorn”
- Stowarzyszenie Orkon Konwent Larpów Terenowych
- Śląski Klub Fantastyki
- Zielonogórski Klub Fantastyki Ad Astra

Historycznie do ZS FP należały też:
- Elbląski Klub Fantastyki „Fremen”
- Galicyjska Gildia Fanów Fantastyki (GGFF)
- Konfederacja Fantastyki „Rassun”[5]
- Warszawski Klub Fantastyki "Pegaz"[5]
- Stowarzyszenie Miłośników Fantastyki „Szedar”[5]
- Stowarzyszenie Mage.pl[5]
- Stowarzyszenie Wratislavia Fantastica[5]
- Podlaskie Towarzystwo Fantastyki[5]

Członkami wspierającymi ZSFP są:
- Studio Promocji Impresja
- Agencja „Art Media”

Członkami honorowymi ZS FP są:
- Jadwiga Zajdel (wdowa po Januszu Zajdlu)
- Jacek Falejczyk

## Cel i władze
Celem związku jest ułatwianie realizacji wspólnych celów wchodzących w jego skład Stowarzyszeń Członkowskich i wspieranie klubów pozostających ze względów formalnych (np. stowarzyszeń zwykłych) poza związkiem we wszystkich działaniach związanych z organizowaniem Polconu i promocją Nagrody Fandomu Polskiego im Janusza A.Zajdla.
Najwyższą władzą związku jest Rada Fandomu która zbiera się nie rzadziej niż raz do roku (najczęściej na Polconie), ale może być zwoływana również częściej. Rada Fandomu powołuje zarząd i komisje rewizyjną. Kompetencje tych organów są jednak ograniczone do opieki nad Nagrodą Fandomu Polskiego im. Janusza A. Zajdla, Nagrodą Fandomu Polskiego im. Piotra Raka, Polconem oraz administrowania podległym Związkowi majątkiem i znakami towarowymi. Związek nie posiada uprawnień kierowniczych w stosunku do organizacji członkowskich.
We władzach ZSFP zasiadali m.in.: Piotr W. Cholewa, Joanna Kułakowska, Witold Siekierzyński, Michał Stachyra, Grzegorz Wiśniewski.